# Prose combat
Albums de MC Solaar
Qui sème le vent récolte le tempo
(1991) Paradisiaque
(1997)
Prose combat est le deuxième album de MC Solaar, sorti en 1994 et considéré comme un classique du rap français.

## Description
Les textes sont plus sérieux, plus engagés que dans le premier album de MC Solaar (Qui sème le vent récolte le tempo en 1991), mais certains titres montrent que l'humour du chanteur est encore présent. Obsolète, Prose Combat, ainsi que le Nouveau Western qui reprend un sample de Bonnie and Clyde de Serge Gainsbourg figurent parmi les titres phares de cet opus.
L'équipe technique est renouvelée : Jimmy Jay officiant sur le premier album est accompagné de Boom Bass et Zdar (futur Cassius),.

## Réception
Lors des Victoires de la musique en 1995, le vidéo-clip du Nouveau Western, réalisé par Stéphane Sednaoui, est lauréat de la Victoire du vidéo-clip.
MC Solaar remporte aussi la Victoire de l'artiste interprète masculin et interprète alors le titre Obsolète, une fois son prix remis lors de la cérémonie.
À la suite d'un jugement rendu entre l'artiste et son ancienne maison de disque (Polydor),, l'album s'est retrouvé indisponible entre le début des années 2000 et le 24 septembre 2021, aussi bien à la vente que sur les plateformes d'achat et de streaming. Mehdi Maizi souligne que « ce disque atemporel et maîtrisé devient un fardeau pour le rappeur », que ces problèmes avec la maison de disque ont probablement atteint MC Solaar alors que sa « naïveté constitue l’une des principales qualité. » L’auteur considère qu’en « adoptant un style très littéraire, sa plume rend presque le rap académique » et que même avec un « style un peu scolaire par moments », MC Solaar produit des « textes qui s’écoutent aussi bien qu’ils se lisent ». Il s'agit d'un classique du rap français,.
Le 23 septembre 2021, MC Solaar annonce par un tweet la libération de Prose Combat : « "Prose Combat" libérable à minuit 👀🔥 ». L'information est reprise par le site Mouv.fr.

## Titres
1. Aubade (Jay, MC Solaar) – 0:35
2. Obsolète (Jay, MC Solaar) – 3:02
3. Nouveau Western (Gainsbourg, Boom Bass, MC Solaar) – 4:34
4. À la claire fontaine (Jay, MC Solaar) – 2:59
5. Superstarr (Boom Bass, MC Solaar) – 3:03
6. La Concubine de l'hémoglobine (Jay, M'Barali) – 4:49
7. Dévotion (Boom Bass, MC Solaar) – 4:26
8. Temps mort (Jay, MC Solaar) – 3:41
9. L'NMIACCd'HTCK72KPDP (Ménélik, Melopheelo, MC Solaar, Dany Dan, Soon E MC & Zoxea / Jimmy Jay, Boom Bass)– 5:04
10. Séquelles (Jay, MC Solaar) – 3:37
11. Dieu ait son âme (Boom Bass, MC Solaar) – 4:46
12. À dix de mes disciples (Boom Bass, MC Solaar) – 3:45
13. La fin justifie les moyens (Boom Bass, MC Solaar) – 4:57
14. Relations humaines (Bambi Cruz, MC Solaar, Boom Bass) – 3:28
15. Prose combat (Jay, MC Solaar) – 3:06

## Classement
| Classement (1994-95)                | Meilleure position |
| ----------------------------------- | ------------------ |
| États-Unis (Billboard World Albums) | 5                  |
| France (SNEP)                       | 2                  |
| Suisse (Schweizer Hitparade)        | 12                 |
| Allemagne (Media Control AG)        | 81                 |
| Autriche (Ö3 Austria Top 40)        | 28                 |
| Belgique (Wallonie Ultratop)        | 31                 |

## Ventes et certifications

### Ventes
Selon InfoDisc, les ventes de l'album sont estimées à 869 700 exemplaires, se classant à la 181e place des meilleures ventes d'albums en France.

### Certifications
| Pays   | Certification | Ventes    | Date |
| ------ | ------------- | --------- | ---- |
| France | 2 × Or        | 200 000 + | 1994 |
| France | 2 × Platine   | 600 000 + | 1995 |